# Przypki
Przypki – wieś sołecka w Polsce położona w województwie mazowieckim, w powiecie piaseczyńskim, w gminie Tarczyn.
W miejscowości znajduje się kościół i siedziba parafii Najświętszego Serca Pana Jezusa, należącej do dekanatu tarczyńskiego, archidiecezji warszawskiej.

## Historia
Nazwa wsi pochodzi od zdrobnienia imienia Przybysław, czyli Przybek. Pierwsza wzmianka o wsi Przybków pochodzi z 1518 roku.
Wieś duchowna Przipki położona była w drugiej połowie XVI wieku w powiecie tarczyńskim ziemi warszawskiej województwa mazowieckiego. W latach 1975–1998 miejscowość administracyjnie należała do województwa warszawskiego.